# A csábítás elmélete
A csábítás elmélete (eredeti címe: Someone like You) 2001-es amerikai romantikus vígjáték, amelyet Tony Goldwyn rendezett Laura Zigman 1998-as Animal Husbandry című regénye alapján. A főbb szerepekben Ashley Judd, Greg Kinnear, Hugh Jackman, Marisa Tomei és Ellen Barkin.

## Cselekmény
Jane Goodale produkciós asszisztensként dolgozik egy televíziós műsorban, amelynek műsorvezetője Diane Roberts. A stábhoz új kolléga, Ray Brown érkezik, akivel Jane viszonyt kezd annak ellenére, hogy a férfinak barátnője van. Habár Ray azt állítja, hogy el fogja hagyni a barátnőjét, végül mégis szakít Jane-nel, aki kénytelen Eddie munkatársához beköltözni. 
Jane elméleteket dolgoz ki a férfiak viselkedésmintáiról, amelyeket az állatvilágból kölcsönöz - az emberi viselkedés és a szarvasmarhák viselkedésének összehasonlításával, az úgynevezett "öreg tehén elméletet" alkotja meg. Barátnője, Liz rábeszéli, hogy az elméleteket tegye közzé abban a magazinban, ahol Liz dolgozik. Egy 1937-ben született brit pszichológust találnak ki szerzőnek, akit Dr. Marie Charlesnak neveznek el. A pszichológus rovata nagy sikert arat, és mindenki meg akarja ismerni személyesen a szerzőt, köztük Diane Roberts is.
Jane véletlenül rájön, hogy Ray barátnője Diane Roberts, de mindenki előtt titokban tartják. Jane és Eddie lassan közelebb kerülnek egymáshoz, de a lány attól fél, hogy csalódni fog Eddie-ben. Egy nap Jane-t telefonon értesítik, hogy nővére elvetélt. A kórházban meglátja nővére és párja közt az igaz szerelmet, és elhatározza, hogy elfogadja Diane Roberts meghívását a műsorba, mint a kitalált pszichológus.
Jane a stúdióban bevallja, hogy a pszichológus nem létezik, és a férfiakról szóló elméletei ostobaságok. Eddie elhagyja a stúdiót, de Jane utánafut, és eléri, mielőtt elmehetne a taxival, majd megcsókolják egymást.

## Szereplők
| Szerep        | Színész        | Magyar hang          |
| ------------- | -------------- | -------------------- |
| Jane Goodale  | Ashley Judd    | Gubás Gabi           |
| Ray Brown     | Greg Kinnear   | Szervét Tibor        |
| Eddie Alden   | Hugh Jackman   | Szabó Sipos Barnabás |
| Liz           | Marisa Tomei   | Incze Ildikó         |
| Diane Roberts | Ellen Barkin   | Udvaros Dorottya     |
| Alice         | Catherine Dent | Kocsis Mariann       |
| Stephen       | Peter Friedman | Varga T. József      |

## Fogadtatás és bevétel
A csábítás elmélete kritikai fogadtatása megosztónak mondható. A Rotten Tomatoes oldalán összegyűjtött 120 kritikából, 70 negatívan 50 pozitívan értékelte a filmet.
A filmet 2001. március 30-án mutatták be az észak-amerikai mozik. Nyitóhétvégéjén a második helyen végzett, és alul maradt a szintén debütáló Kémkölykök című film mögött, de megelőzte a negyedik helyen végzett, szintén debütáló Vad kanok című filmet.  
A film 23 millió dolláros költségvetésből készült és 27 343 067 dollárt hozott az Egyesült Államokban és Kanadában, nemzetközi szinten pedig 11 346 873 dollárt keresett, ami világszerte 39 599 475 dolláros összbevételt jelentett.

## Fordítás
- Ez a szócikk részben vagy egészben  a   Someone like You (2001 film) című angol Wikipédia-szócikk fordításán alapul.  Az eredeti cikk szerkesztőit annak laptörténete sorolja fel. Ez a jelzés csupán a megfogalmazás eredetét és a szerzői jogokat jelzi, nem szolgál a cikkben szereplő információk forrásmegjelöléseként.